# Hipparchia suffusa
Hipparchia suffusa är en fjärilsart som beskrevs av Tutt 1896. Hipparchia suffusa ingår i släktet Hipparchia och familjen praktfjärilar. Inga underarter finns listade i Catalogue of Life.